# Deurningerbeek

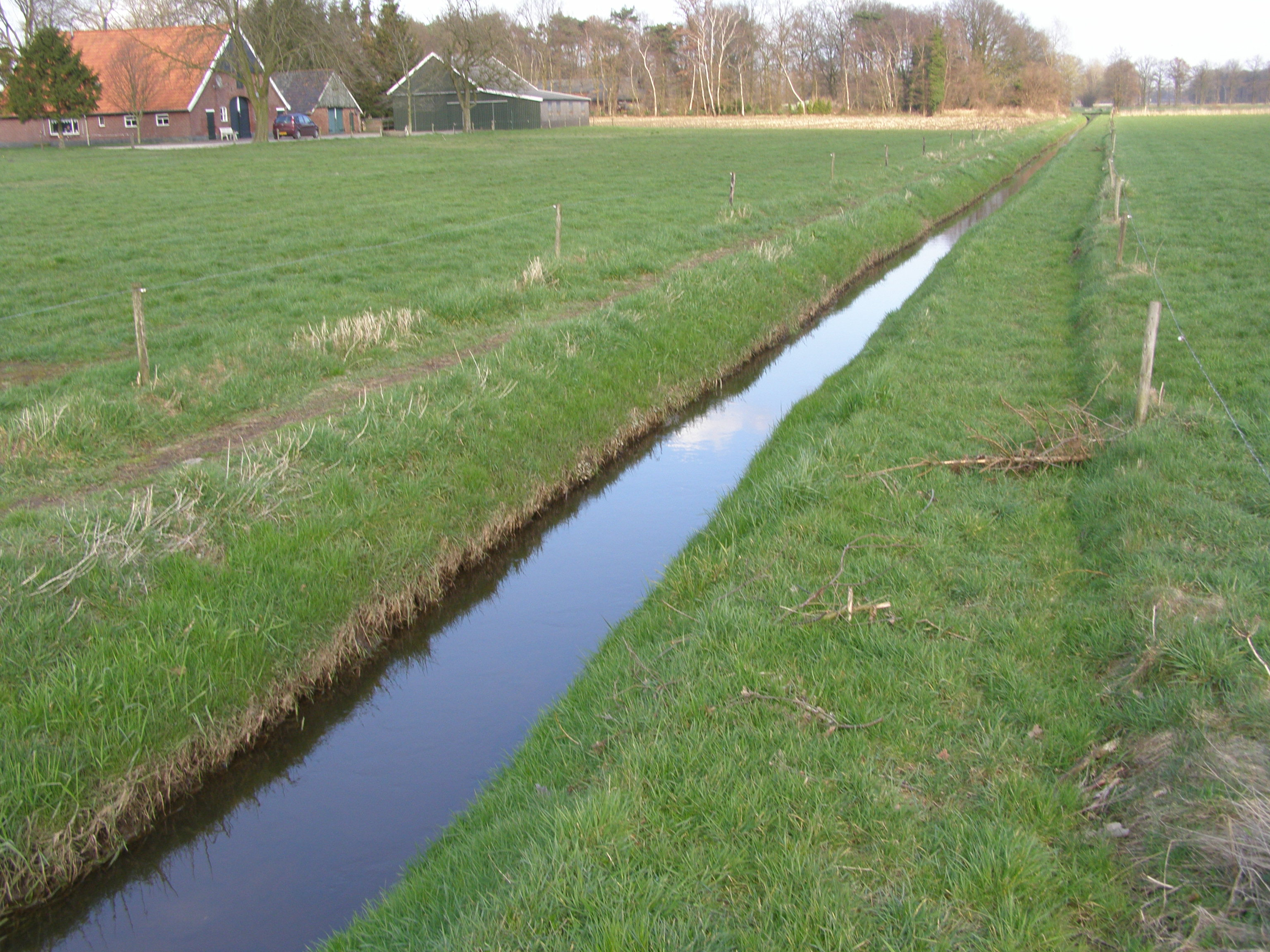
De Deurningerbeek ter hoogte van Withagsmaten

De Deurningerbeek is een beek in het oosten van Twente. De beek ontspringt in de nabijheid van het Oldenzaalse Veen ten zuiden van Oldenzaal, stroomt door Deurningen en mondt uit in de Oude Bornse Beek en vervolgens in de Loolee. De totale lengte van de Deurningerbeek tot waar deze overgaat in de Bornsebeek is ongeveer twaalf kilometer.
De Deurningerbeek is een onderdeel van het stelsel van beken die ten westen van Oldenzaal parallel aan elkaar van oost naar west stromen. De andere beken in dit stelsel zijn de Spikkersbeek, Lemselerbeek, Saasvelderbeek en Gammelkerbeek.
Aan het begin van de eeuw zijn op verschillende plaatsen vispassages gebouwd op plaatsen waar eerder stuwen de migratie van vissen onmogelijk maakten.
In de jaren 2005 en 2006 heeft een aantal bewoners uit Deurningen en omgeving op uitgebreide schaal meegedacht over de herinrichting van de Deurningerbeek. In 2007 werden de verbeteringen aangebracht.

## Verbeteringswerkzaamheden in 2007

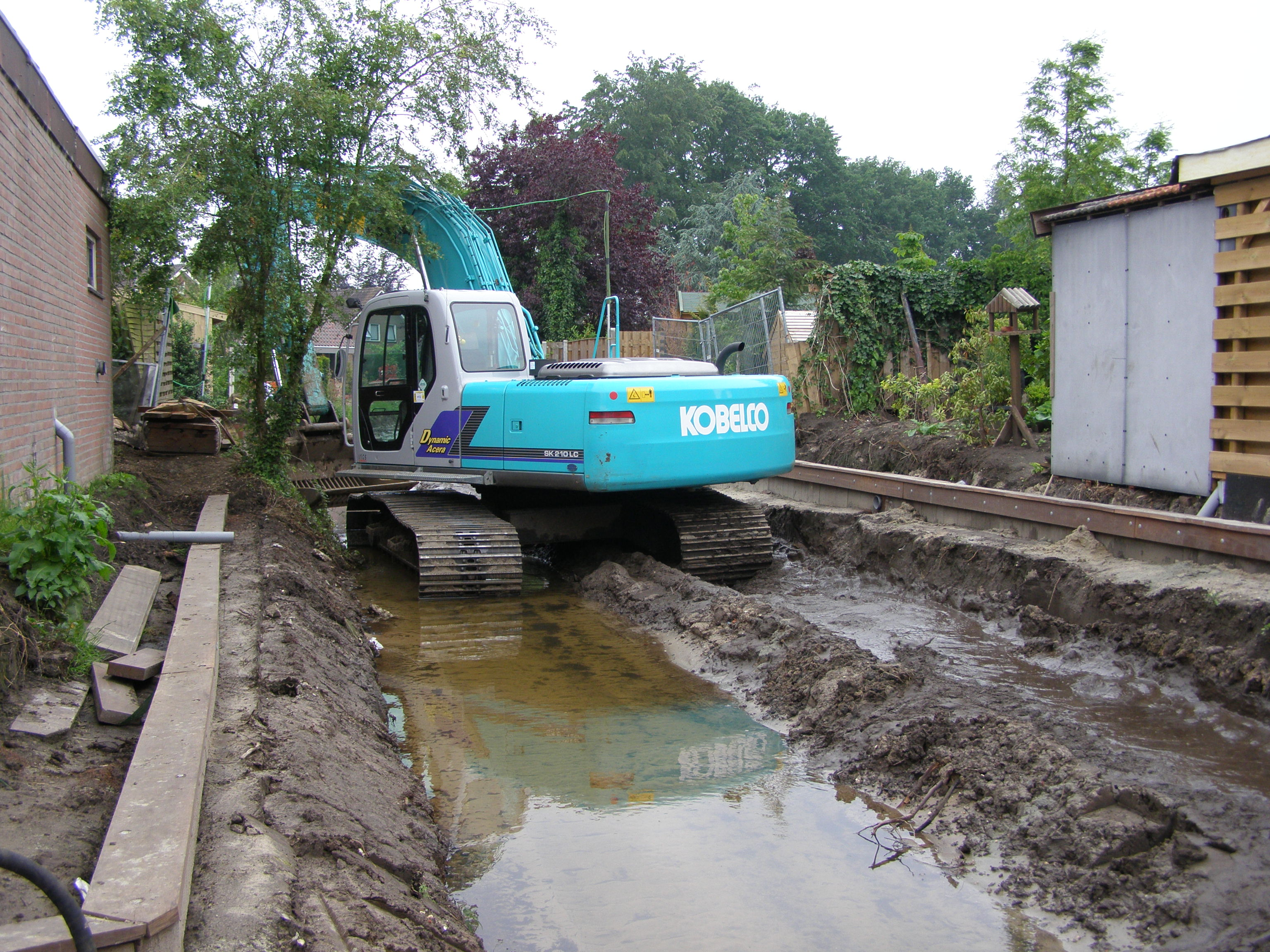
In mei 2007 zijn de verbeteringswerkzaamheden in volle gang
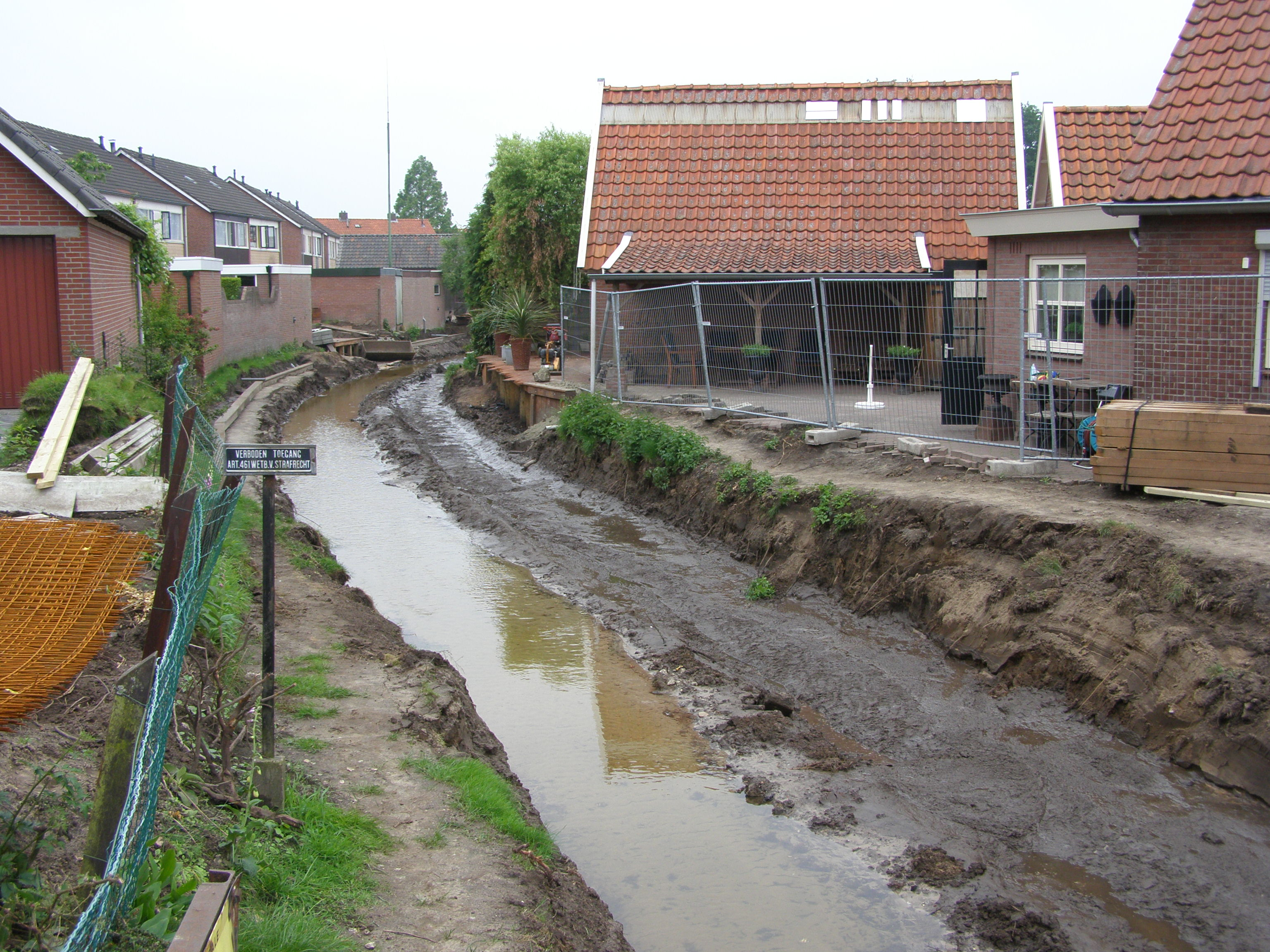
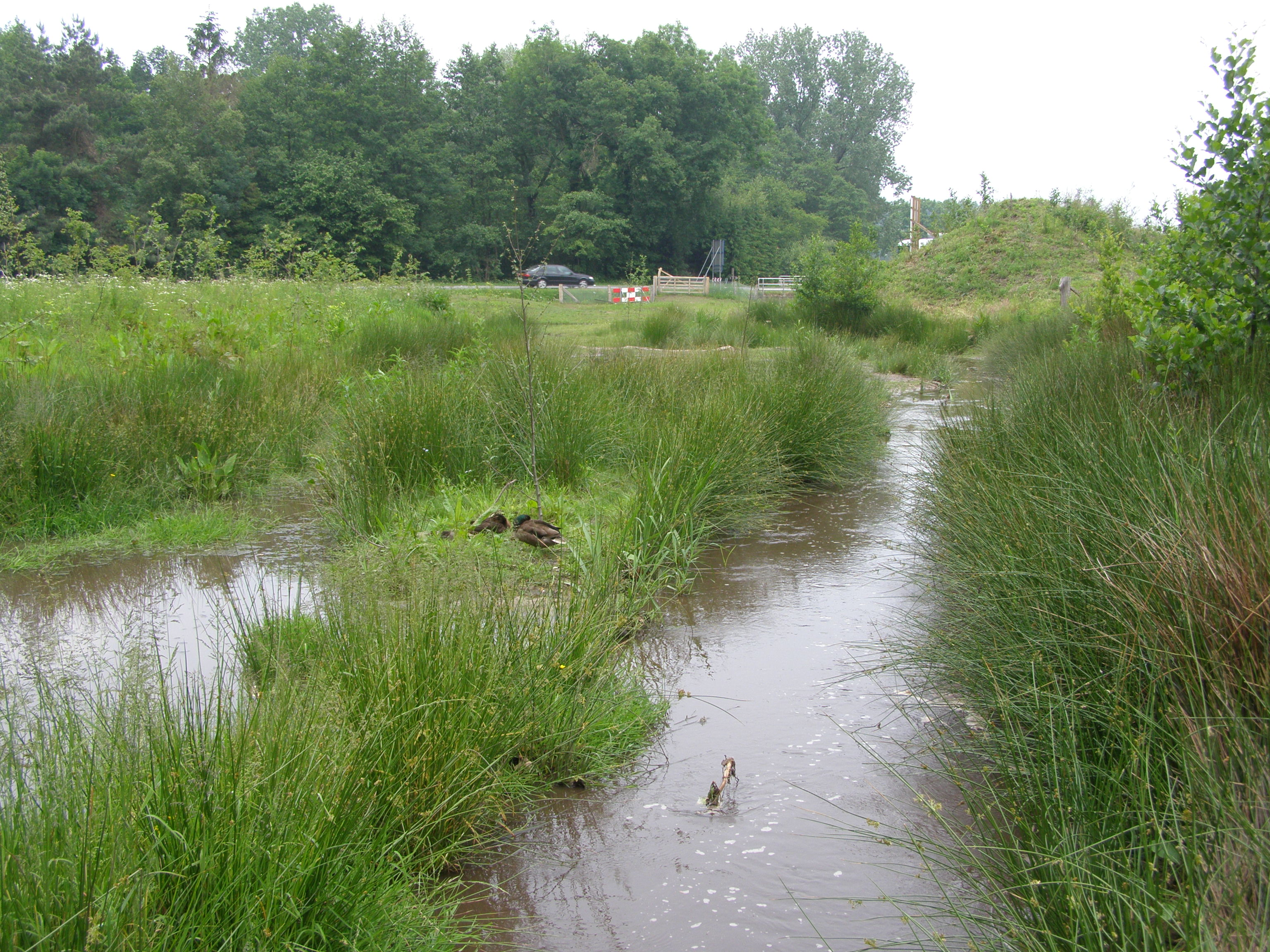
Heringericht gedeelte van de Deurningerbeek